# Pavones
Pavones és un barri del districte de Moratalaz, a Madrid. Limita al nord amb el barri d'Horcajo, al sud amb Palomeras Sureste (Puente de Vallecas), a l'oest amb Fontarrón i Vinateros i a l'est amb el nucli antic de Vicálvaro. Està delimitat al sud per l'Avinguda del Mediterráneo, a l'oest per Fuente Carrantona, a l'est per la M-40 i al nord pel carrer Luis de Hoyos Sainz.
El barri acull la Junta Municipal de Districte de Moratalaz, el Poliesportiu de Moratalaz i el principal temple mormó d'Europa, construït el 15 de setembre de 1998.

## Intercanviador
A Pavones s'hi troba un dels intercanviadors de transport públic de Madrid. S'hi enllaça la línia 9 de metro amb els autobusos urbans 20, 30, 32, 140, 142 i 144.